# Lukas Vischer
Lukas Vischer, né le 23 novembre 1926 à Bâle (Suisse) et mort le 11 mars 2008 à Genève (Suisse), est un théologien réformé suisse. Nommé secrétaire des recherches de la Commission de Foi et constitution (rattachée au Conseil œcuménique des Églises) en 1961, il a été directeur de cette Commission de 1966 à 1979. De 1980 à 1992, il a dirigé l’Office protestant pour l’œcuménisme en Suisse et enseigné la théologie œcuménique à la Faculté de théologie de Berne. De 1982 à 1989, il a présidé le département de théologie de l’Alliance réformée mondiale et, en parallèle, de 1982 jusqu’à sa mort, la Commission des programmes du Centre international réformé John Knox à Genève. C’est à cette époque que son travail s’est axé sur la responsabilité écologique des Églises.

## Biographie

### 1926-1953: Jeunesse à Bâle
Né le 23 novembre 1926 dans une famille de notables suisses, tant du côté paternel que du côté maternel, Lukas Vischer est le dernier-né d’une fratrie de quatre enfants. Il grandit à Bâle, où il fréquente l’école secondaire, l’Humanistisches Gymnasium. Après un semestre d’essai en droit et en histoire, Vischer entame en 1946 des études de théologie qui le conduisent dans les universités de Bâle, de Strasbourg et de Göttingen. Il termine ses études supérieures par un trimestre à Oxford où, sous la direction d’Oscar Cullmann, il soutient sa thèse de doctorat sur Basile le Grand (1953).

### 1953-1961: Pasteur de paroisse à Herblingen/Schaffhouse
En 1953, Lukas Vischer épouse Barbara Schmidt, et il accepte un poste de pasteur à Herblingen, près de Schaffhouse. C’est là que naîtront leurs quatre enfants. Dans le canton de Schaffhouse, Vischer s’engage dans le lancement, côté protestant, de ce qui deviendra la Communauté de travail des Églises chrétiennes en Suisse. Il est nommé délégué à la Commission œcuménique de la Fédération des Églises protestantes de Suisse (FEPS).
En parallèle de ses obligations paroissiales, Vischer obtient son habilitation en 1955, avec une deuxième thèse consacrée à l’« Histoire de l’interprétation de 1 Corinthiens 6,11. Renonciation aux droits et médiation » (en allemand : « Die Auslegungsgeschichte von 1. Kor. 6,1-11. Rechtsverzicht und Schlichtung »).
En 1956, Vischer contacte le Conseil œcuménique des Églises (COE) au sujet de la session du Comité central en Hongrie. Il veut mettre en lumière la répression dont sont victimes les représentants des Églises dans ce pays. Le COE l’engage comme traducteur pour la session. Vischer se voit offrir peu après son premier poste au COE, en tant que tuteur à l’Institut œcuménique de Bossey, une école supérieure située près de Genève. Sur proposition du secrétaire général du COE de l’époque, Willem Visser’t Hooft, il est élu en 1960 secrétaire des recherches auprès de la Commission de Foi et constitution du COE,.

### 1961-1979: Au Conseil œcuménique des Églises à Genève
Lukas Vischer commence à travailler au COE au moment de sa troisième Assemblée à New Delhi, en 1961. Cette Assemblée apporte de grands changements dans le mouvement œcuménique : le Conseil missionnaire international (CIM) et le COE fusionnent ; les Églises orthodoxes de Russie, de Bulgarie, de Roumanie et de Pologne intègrent l’organisation, créant ainsi une importante présence orthodoxe ; plusieurs « jeunes » Églises de l’hémisphère Sud viennent élargir l’envergure internationale ; et des observateurs de l’Église catholique romaine assistent pour la première fois à l’Assemblée.
La Commission de Foi et constitution, dont Vischer est le secrétaire des recherches puis le directeur à partir de 1966, a la mission suivante : « Le mouvement de Foi et Constitution fait partie intégrante du Conseil œcuménique des Églises. Son but a toujours été de “proclamer l’unité de l’Église de Jésus-Christ et d’appeler les Églises à rendre visible cette unité”. Les principaux moyens pour atteindre ce but sont des programmes d’étude sur les questions théologiques qui divisent les Églises. […] La principale méthode de travail de Foi et constitution repose sur des consultations organisées dans le monde entier, au cours desquelles les questions qui divisent les Églises sont étudiées et débattues. […] L’organisation de ces consultations et la publication des résultats des réunions sont du ressort du Secrétariat de Foi et Constitution, installé au siège du Conseil œcuménique des Églises à Genève. »

### Relations œcuméniques

#### Concorde de Leuenberg – Unions d’Églises – Confessions chrétiennes mondiales
Peu après son arrivée à Genève, Vischer est invité à accompagner les discussions qui réunissent les traditions luthériennes et réformées au niveau européen depuis 1955. Une déclaration affirme que les condamnations du passé « ne concernent pas l’état actuel de la doctrine ». En 1973, après dix ans de travaux, la Concorde de Leuenberg est adoptée et ratifiée par les synodes des Églises participantes – un événement qui aboutira en 2003 à la création de la Communion d’Églises protestantes en Europe (CEPE).
Foi et constitution a également des compétences de conseil lors des négociations en vue d’une union d’Églises et entretient des relations avec les communions chrétiennes mondiales et leurs commissions de dialogue bilatéral ; les contacts avec les instances mondiales ont pour but d’intégrer leurs activités dans le mouvement œcuménique.

#### Relations avec les Églises orthodoxes
À la demande du COE, Vischer est chargé des relations avec les Églises orthodoxes de Russie, de Serbie, de Bulgarie, de Pologne et d’Arménie, ainsi qu’avec le patriarche œcuménique Athénagoras 1ᵉʳ. Par la suite, il nouera avec le patriarche Élie II de Géorgie des liens qui compteront beaucoup pour lui. Les relations avec l’Europe de l’Est communiste impliquent un engagement constant en faveur des droits de la personne et de la liberté de religion. S’agissant de la Russie, la coopération avec le représentant du patriarche de Moscou au COE, le théologien orthodoxe russe Vitaly Borovoï, revêt une importance particulière. En 1964, Vischer organise avec Borovoï et d’autres collègues orthodoxes un dialogue théologique entre les traditions orthodoxes byzantines et orientales dans le but d’éteindre le schisme vieux de 1500 ans qui sépare leurs Églises.

#### Le Concile Vatican II et les relations avec l'Église catholique romaine
Lucas Vischer acquiert une notoriété internationale en tant qu’observateur officiel du COE lors du Concile Vatican II (1962-1965). L’Église catholique romaine s’ouvre alors à la coopération avec d’autres Églises par le biais de son décret sur l’œcuménisme Unitatis Redintegratio. Le Groupe mixte de travail du COE et de l’Église catholique romaine, dont Vischer sera l’un des deux secrétaires jusqu’en 1979, voit le jour peu après, en 1965. Ce groupe de travail étudie la question des rapports entre unité et autorité et entre la catholicité et l’apostolicité de l’Église. Il prépare également chaque année les ressources de la Semaine de prière pour l’unité des chrétiens.

#### Assemblées œcuméniques et études sur l’unité des Églises

##### L’unité de tous les baptisés en un même lieu
L’Assemblée générale du COE à New Delhi en 1961 revêt une importance particulière du fait de sa Déclaration sur l’unité. Elle décrit une « communauté pleinement engagée » qui réunit « en un même lieu, tous ceux qui sont baptisés en Jésus Christ », « confessant la même foi apostolique, prêchant le même Évangile, rompant le même pain, s’unissant dans une prière commune, et vivant d’une vie communautaire qui rayonne dans le témoignage et le service de tous ». En outre, ces baptisés « se trouvent en communion avec l’ensemble de la communauté chrétienne en tous lieux et dans tous les temps, en sorte que le ministère et la qualité de membre sont reconnus par tous, [et] que tous peuvent, selon que les circonstances l’exigent, agir et parler d’un commun accord en vue des tâches auxquelles Dieu appelle son peuple ». La question de savoir comment y parvenir n’a toutefois pas été tranchée.
Convaincu qu’il est possible de s’inspirer des méthodes des premiers conciles chrétiens pour instaurer cette communauté pleinement engagée, Vischer entame des recherches sur les conciles avant même la fin de l’Assemblée,.
Un groupe d’étude patristique comprenant un grand nombre d’orthodoxes est mis sur pied en 1962. La formule d’unité de New Delhi sera étendue lors de la quatrième Conférence mondiale de Foi et constitution, à Montréal en 1963, puis lors de la session suivante de la Commission, à Aarhus en 1964.

#### Baptême, Eucharistie, Ministère et autres études
Les travaux sur le ministère et les sacrements relèvent de la compétence de Foi et constitution depuis sa première Conférence mondiale en 1927, et Vischer a notamment pour mission de les poursuivre. L’approche de la Commission concernant la division eucharistique transparaît dans le rapport de la section Unité à New Delhi en 1961 : « Partout où les convictions présentes permettent de progresser dans le sens de l’intercommunion entre les Églises, il faut la pratiquer sans attendre un consensus général et une action d’ensemble du mouvement œcuménique. » Malgré des divergences de vues marquées entre les traditions ecclésiales sur la question du ministère, le processus d’étude permet d’aboutir à une remarquable convergence des positions théologiques. Vischer juge important de mettre en place un vaste processus de consultation pour faciliter l’adoption du document par les Églises membres. La déclaration de convergence « Baptême, Eucharistie, Ministère » sera adoptée peu après son départ du COE, lors d’une séance plénière de la Commission réunie à Lima en 1982.
D’autres études sont réalisées en parallèle sur des sujets divers : la tradition et les traditions ; l’autorité de la Bible ; l’importance du concile de Chalcédoine pour le mouvement œcuménique ; le culte aujourd’hui ; l’Esprit, l’ordre et organisation ; ou encore le témoignage commun et le prosélytisme.

#### Unité de l’Église – Unité de l’humanité
Face à une humanité déchirée par le racisme, la pauvreté, les injustices, les guerres et les violences révolutionnaires, l’Assemblée générale du COE à Uppsala, en 1968, brosse une vision de l’Église qui préfigure l’unité de l’humanité. Elle décrit « l’unité de tous en tous lieux » comme un « mode vraiment universel, œcuménique et conciliaire de vie et de témoignage communs » : « Les membres du Conseil œcuménique des Églises, s’appuyant les uns sur les autres, devraient travailler en vue de ce temps où un Concile authentiquement universel pourra enfin parler au nom de tous les chrétiens et ouvrir la voie de l’avenir. »
Trois ans plus tard, en 1971, Vischer fait remarquer dans la préface du rapport de la conférence de Foi et constitution à Louvain : « La rencontre de Louvain pourrait bien être considérée comme un moment charnière de l’histoire de Foi et constitution. […] Pour la première fois, la Commission a discuté de la question de l’unité dans des contextes nouveaux. Elle a pris conscience du fait que l’unité de l’Église n’est plus seulement remise en cause par les différences confessionnelles. Les Églises doivent faire aboutir la communion qui leur a été donnée en Christ au milieu des débats de notre temps. Comment peuvent-elles être aujourd’hui des signes de la présence du Christ ? Il ne sera possible de répondre à cette question que si les Églises s’attellent résolument aux questions théologiques que fait naître la situation internationale actuelle. Surtout, elles ne pourront trouver de réponse qu’en cherchant une fois encore à rendre compte de ce qui est leur raison d’être, de ce qui fait d’elles des Églises. »
Une vaste étude intitulée « Unité de l’Église, unité de l’humanité » approfondit le sujet au cours des années suivantes. Pour ce travail, la Commission cherche à renforcer la collaboration avec les autres départements du COE, ce dont témoignent des études sur le rôle des personnes handicapées et sur la communion des femmes et des hommes dans l’Église,.
En 1968, confronté aux injustices mondiales, Lukas Vischer développe avec Max Geiger et André Biéler le concept de la Déclaration de Berne (qui deviendra Public Eye). Ses prises de position publiques contre l’apartheid et en faveur du programme du COE contre le racisme lui valent d’être expulsé d’Afrique du Sud par le régime de l’apartheid en 1974.
Les questions interreligieuses sont désormais examinées dans la perspective de l’Unité de l’humanité. En 1968, Vischer organise le premier dialogue islamo-chrétien du COE à Cartigny, près de Genève. Les Églises « doivent se demander […] de quelle manière Dieu est présent dans l’histoire de l’humanité tout entière et, en particulier, comment comprendre le rôle de la diversité des religions et des idéologies dans le dessein de Dieu ».

#### Une communauté conciliaire
Le concept de « communauté conciliaire » est officialisé lors de la 5ᵉ Assemblée générale du COE à Nairobi en 1975 : « l’Église Une doit être envisagée comme une communauté conciliaire d’Églises locales elles-mêmes authentiquement unies. Dans cette communauté conciliaire, chaque Église locale possède en communion avec les autres la plénitude de la catholicité. »
Dès le départ, le mouvement œcuménique avait accordé une place importante au témoignage et au service, mais également à la prière. C’est ainsi que l’Assemblée suggère d’encourager les Églises et les communautés du monde entier à prier les unes pour les autres, et en 1978, la Commission de Foi et constitution crée le Calendrier œcuménique de prière, destiné à aider les communautés en ce sens.

#### Une affirmation commune d’espérance
Afin de « rendre visible la forme confessionnelle de la quête d’unité », Vischer lance une étude intitulée « Rendre compte de l’espérance qui est en nous » (1971). Des groupes chrétiens et ecclésiaux de nombreux pays participent à ce processus qui s’étale sur plusieurs années et qui repose sur le témoignage de leur espérance personnelle. Le texte confessionnel qui en résulte est adopté par la Conférence mondiale de Foi et constitution réunie à Bangalore en 1978. Pour le secrétaire général du COE de l’époque, Emilio Castro, cette étude « marque un tournant » dans l’histoire de la Commission. En 1983, alors qu’il a cessé de travailler pour le COE, Vischer prend une part très active au « processus conciliaire d’engagement mutuel en faveur de la justice, de la paix et de la sauvegarde de la création » demandé par la 6ᵉ Assemblée du COE à Vancouver. Il fait également partie du groupe de travail du COE sur le climat, et il continue de suivre l’évolution du Conseil avec beaucoup d’intérêt.

### 1980-1992: Office protestant pour l’œcuménisme en Suisse et professeur à Berne
Après avoir quitté le COE, Lukas Vischer se voit proposer le poste de directeur de l’Office protestant pour l’œcuménisme en Suisse qui vient d’être créé au sein de la Fédération des Églises protestantes de Suisse (FEPS, devenue en 2020 l’Église évangélique réformée de Suisse). On lui propose également la toute nouvelle chaire de théologie œcuménique de l’Université de Berne. Ces deux postes lui offrent l’occasion de mettre son expérience internationale à profit en Suisse.
Vischer rédige pour la FEPS une déclaration sur les textes de convergence du COE relatifs à « Baptême, Eucharistie, Ministère » et, à l’occasion de la visite du pape prévue en 1981, un mémoire intitulé « Les Églises protestantes de Suisse dans le mouvement œcuménique » (en allemand : « Die evangelischen Kirchen der Schweiz in der ökumenischen Bewegung »). Il fonde un groupe de travail sur l’orthodoxie et établit des relations bilatérales entre la FEPS et les Églises orthodoxes de Russie et de Géorgie, avec le Conseil chrétien de Chine et avec les Églises réformées de Corée du Sud. Il participe à la création de l’Association des amis de la Géorgie en 1988 et s’engage  contre les violations des droits de la personne à travers le monde en tant que membre du comité directeur de la section suisse (créée en 1981) de l’Action des chrétiens pour l’abolition de la torture (ACAT).
L’Office protestant pour l’œcuménisme en Suisse publie une série de textes et des documents destinés aux paroisses pour informer les Églises et les communautés suisses de l’intérêt des rassemblements internationaux et les encourager à poursuivre leur travail. Vischer est un conférencier et un interlocuteur prisé des médias, des communautés chrétiennes et des instances ecclésiales en Suisse.
Dans la perspective du renouveau des Églises protestantes helvétiques, de 1983 à 1987, Vischer rejoint la direction du Synode protestant suisse (SPS), un mouvement populaire qui étudie des questions présentant un intérêt œcuménique, comme la confession de foi, l’alliance pour la justice, la paix et la sauvegarde de la Création, le renouveau du culte et les chrétiens dans les pays riches.
En tant que professeur de théologie œcuménique à l’Université de Berne, Vischer aborde des sujets d’actualité pour le mouvement œcuménique et cherche à coopérer avec ses collègues sur des thèmes tels que les aspects d’un mode de vie respectueux de l’environnement, l’unité de l’Église dans le Nouveau Testament, Israël et la Palestine, ou les moyens de présenter l’histoire de l’Église dans une perspective œcuménique. Le projet d’une « Histoire du christianisme en Suisse » est d’ailleurs né d’un colloque sur ce thème,,.

### 1982-1989: L’Alliance réformée mondiale
Lors de l’Assemblée générale de l’Alliance réformée mondiale (ARM) à Ottawa en 1982, Lukas Vischer est élu président du département de théologie. À l’époque, l’ARM a son siège au Centre œcuménique de Genève. Jusqu’à l’Assemblée générale suivante, à Séoul en 1989, le travail de Vischer se divise en quatre grands axes :
- 1) la contribution de l’ARM au processus conciliaire « justice, paix et sauvegarde de la Création » ;
- 2) la confession de foi des Églises réformées (avec l’étude « Called to Witness to the Gospel Today ») ;
- 3) mission et unité ;
- 4) le culte réformé.

Il soutient également les dialogues bilatéraux avec d’autres fédérations internationales protestantes, ainsi qu’avec l’Église catholique romaine et les Églises orthodoxes.
Son travail à la tête de la Commission des programmes du Centre international réformé John Knox à Genève (de 1982 à 2008) lui permet d’organiser les conférences internationales de l’ARM dans les locaux du Centre et l’amène à publier la collection « John Knox Series ».

### La responsabilité écologique des Églises
Entre 1975 et 1978, Vischer a participé à deux forums de la Communauté de travail des Églises chrétiennes en Suisse consacrés à un « nouveau mode de vie ». Depuis les années 1980, il joue un rôle moteur, à différents niveaux, dans le Processus conciliaire d’engagement mutuel en faveur de la justice, de la paix et de la sauvegarde de la Création. Ce processus est lancé lors de l’Assemblée générale de l’ARM à Ottawa en 1982. Le COE adopte l’idée à son tour lors de son Assemblée de Vancouver en 1983, et convoque le Rassemblement œcuménique de Séoul en 1990. Vischer joue également un rôle déterminant lors des deux premiers Rassemblements œcuméniques européens, à Bâle en 1989 et à Graz en 1997.
Le souci de préserver la Création de Dieu et la solidarité avec les victimes du réchauffement climatique ne suscitent guère d’intérêt au sein des Églises, en comparaison de thèmes anthropocentriques tels que la paix et la justice. C’est pourquoi Vischer travaille à titre personnel sur une théologie de la Création et sur la responsabilité écologique des Églises. Avec le concours du Synode protestant suisse, l’association œco Églises pour l’environnement voit le jour en 1986. Vischer participe également à l’élaboration du programme du COE sur les changements climatiques. Lors du deuxième Rassemblement œcuménique européen, à Graz en 1997, il plaide avec d’autres pour la création de structures spécialement consacrées au témoignage écologique des Églises à l’échelle européenne. Le Réseau chrétien européen pour l’environnement (European Christian Environmental Network, ECEN) voit le jour en 1998. Il encourage, entre autres, l’introduction d’un Temps pour la Création dans l’année liturgique des Églises, du 1ᵉʳ septembre au 4 octobre.

### Derniers projets: Témoigner ensemble à Genève et le Jubilé Calvin
Avec le concours du Centre international réformé John Knox, Lukas Vischer lance le mouvement « Témoigner ensemble à Genève » dans le but d’affermir l’unité à l’échelle locale. Ce mouvement permet à plus de 60 communautés issues de la migration de tisser des liens avec des communautés genevoises. Pour son premier événement public, le 20 mai 2007, plus de 3000 personnes se réunissent devant la cathédrale Saint-Pierre pour faire la fête.
Dans le cadre du Jubilé Calvin 2009, Vischer (désormais octogénaire) plaide à l’échelle locale, nationale et internationale pour que le réformateur genevois ne soit pas représenté sous un angle historique, mais plutôt sous une forme qui parle au monde d’aujourd’hui. Ses écrits sur ce que Calvin pensait de l’unité de l’Église, de la justice sociale, de l’intendance responsable de la Création de Dieu et du caractère sacré de la vie en période de conflits armés seront copubliés par l’ARM et le Centre international réformé John Knox sous le titre « L’héritage de Jean Calvin. Actions pour l’Église au 21ᵉ siècle ».

### Décès
Lukas Vischer meurt à Genève le 11 mars 2008. Il est enterré au cimetière de Soglio, dans le canton suisse des Grisons.

## Distinctions
Doctorats honoris causa
- 1969 : Université Charles de Prague
- 1977 : Université de Fribourg
- 1995 : Université de théologie réformée de Debrecen (Hongrie)
- 2000 : Université réformée Gáspár-Károli (Hongrie)
- 2007 : Université de Genève

Autres
- 1980 : Prix scientifique de la Ville de Bâle

### En français
- Nouveau livre de la foi. La foi commune des chrétiens, sous la direction de Johannes Feiner et Lukas Vischer. Édition française sous la direction de Charles Ehlinger, Paris, Le Centurion, et Genève, Labor et Fides, 1976.
- Histoire du christianisme en Suisse : une perspective oecuménique, sous la direction de Lukas Vischer, Lukas Schenker et Rudolf Dellsperger, Éditions Saint-Paul, Fribourg/Genève, Labor et Fides, 1995.
- Lukas Vischer, Foi et Constitution (Coll. Bibliothèque Théologique), Neuchâtel, Delachaux et Niestlé, 1968.
- L’héritage de Jean Calvin. Actions pour l’Église au 21ᵉ siècle, Genève, 2008.

### En allemand
- Basilius der Grosse. Untersuchungen zu einem Kirchenvater des vierten Jahrhunderts. Thèse de doctorat, Bâle, 1953.
- Die Auslegungsgeschichte von 1. Kor. 6,1-11, Rechtsverzicht und Schlichtung. Habilitation, Tübingen, 1955.
- Ökumenische Skizzen, Zwölf Beiträge, Francfort, 1972.
- Veränderung der Welt – Bekehrung der Kirchen. Denkanstösse der Fünften Vollversammlung des Ökumenischen Rates der Kirchen in Nairobi, Francfort, 1976, p. 83-106.
- Fürbitte, Frankfurt am Main, 1979.
- Das heimliche Ja, Worte zum Sonntag, Zürich, 1987.
- Gottes Bund gemeinsam bezeugen, Aufsätze zu Themen der ökumenischen Bewegung, Göttingen, 1992.
- Arbeit in der Krise, Theologische Orientierungen, Neukirchen-Vluyn, 1996.
- Verantwortliche Gesellschaft? Über Zukunftsfähigkeit, Solidarität und Menschenrechte, Neukirchen-Vluyn, 2001.
- «Die Konvergenztexte über Taufe, Abendmahl und Amt, Wie sind sie entstanden? Was haben sie gebracht?», Internationale Kirchliche Zeitschrift, 92ᵉ année, vol. 3, juillet/septembre 2002, p. 139-178.
- Lukas Vischer, Christian Link, Ulrich Luz (dir.), Ökumene im Neuen Testament und heute, Göttingen, 2009.

### En anglais
- Intercession, Genève, 1980.
- Spirit of God, Spirit of Christ: Ecumenical Reflections on the Filioque Controversy. Document de Foi et constitution n° 103, Genève, 1981.
- Jean-Jacques Bauswein, Lukas Vischer (dir.), The Reformed Family Worldwide: A Survey of Reformed Churches, Theological Schools, and International Organizations, Grand Rapids/Cambridge, W. B. Eerdmans, 1999.
- Christian Worship in Reformed Churches Past and Present, Grand Rapids, 2003.
- Listening to Creation Groaning: Report and Papers from a Consultation on Creation Theology organised by the European Christian Environmental Network (ECEN) at the John Knox International Reformed Center from March 28 to April 1 2004, Genève, 2004.
- Tamara Grdzelidze, Martin George, Lukas Vischer (dir.), Witness Through Troubled Times: A History of the Orthodox Church of Georgia, 1811 to the Present, Londres, 2006.
- Commemorating Witnesses and Martyrs of the Past: A Reformed Perspective, Genève, 2006.

### À propos de Lukas Vischer
- Andreas Karrer, « Lukas Vischer (*1926) », dans Stephan Leimgruber, Max Schoch (dir.), Gegen die Gottvergessenheit, Schweizer Theologen im 19. und 20. Jahrhundert, Bâle, 1990, p. 521-538 (en allemand).
- Karin Bredull Gerschwiler, Andreas Karrer, Christian Link, Jan Milic Lochman, Heinz Rüegger (dir.), Ökumenische Theologie in den Herausforderungen der Gegenwart, Lukas Vischer zum 65. Geburtstag, Göttingen, Vandenhoeck & Ruprecht, 1991 (en allemand).
- Geiko Müller-Fahrenholz, « Ein prophetischer Zeuge, Zum 75. Geburtstag von Lukas Vischer », Evangelische Theologie, 72ᵉ année, vol. 2, Gütersloh, 2002, p. 123-136 (en allemand).
- Michael Quisinsky, « Ökumenische Perspektiven auf Konzil und Konziliarität, Lukas Vischer und die Vision eines “universalen Konzils” », Catholica, 66ᵉ année, vol. 4, Münster, 2012, p. 241-253 (en allemand).